# Vertikutace

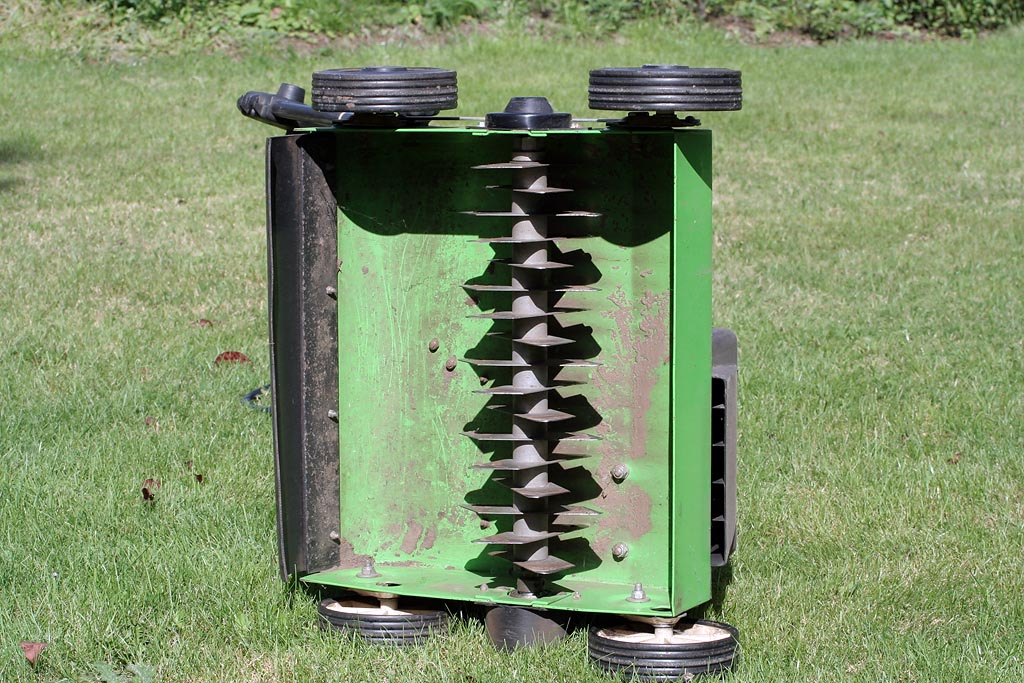
Mechanický vertikutátor

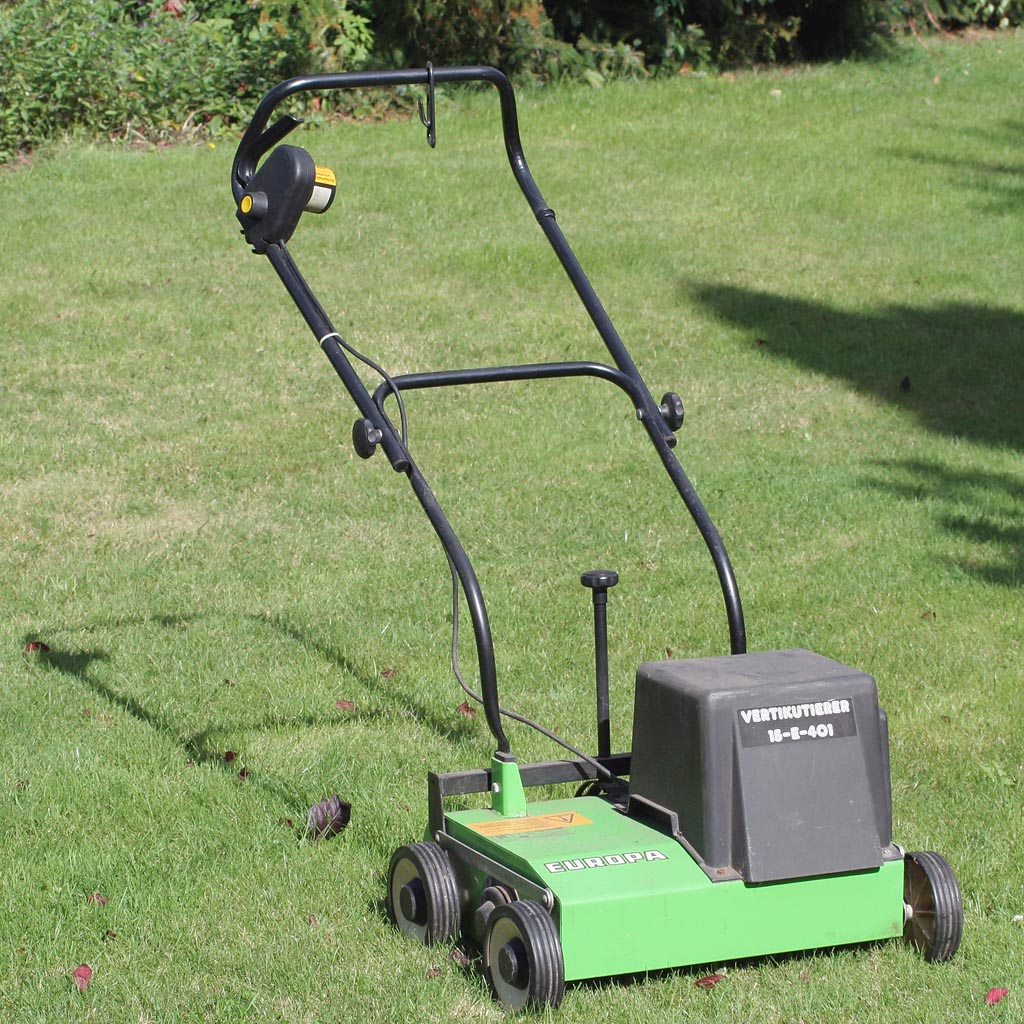
Elektrický vertikutátor

Vertikutace znamená prořezávání trávníku.
Používá se na odstranění zplstnatělých zbytků trávy, plevelů a mechů a zároveň na prořezání vrchní vrstvy půdy. Tím se zlepší příjem vzduchu, živin i vláhy a díky tomu probíhá hlubší a bohatší prokořenění trav. Zároveň dochází i k přesekání travních výběžků, čímž se podpoří tvorba nových výhonků a trávník se tak zmlazuje. Vertikutace omezuje i růst dvouděložných plevelů, zejména těch s listovými růžicemi.

## Etymologie
Slovo „vertikutace“ pochází z anglického spojení vertical cut (svislý řez). V praxi se používá někdy termín vertikulace (slovensky „vertikulácia“) nejasného původu, ale správnost z jazykového hlediska záleží na ustálení způsobu používání slova.

## Čím vertikutovat
Na trávníky do 200 m2 stačí speciální vertikutační hrábě, na větší plochy je kvůli pracnosti lepší použít mechanický nebo motorový vertikutátor.

## Jak na to
Nejdřív trávník velmi nakrátko posekat a potom prořezat do hloubky asi 3 mm, a to jednou příčně a jednou podélně, aby se travní plsť i vrchní vrstva půdy intenzivně rozřezala. Veškerá vybraná plsť musí být sebrána. Po vertikutaci je třeba vydatně zalévat, aby trávník nezasychal. Dále je důležité trávník pohnojit (aby rychle dorostl a zesílil), na více poškozená místa je vhodné dosít travní semeno.

## Kdy vertikutovat
Provádí se na jaře (na přelomu března/dubna) nebo na podzim (na přelomu srpna/září). Půda by měla být při vertikutaci suchá (z mokré půdy by se tráva vytrhávala), ale ne přeschlá (kvůli prašnosti).
S vertikutací souvisí aerifikace neboli provzdušnění. Vertikutátory totiž mohou obsahovat i válec opatřený hroty, který slouží na provzdušňování.